# Reality Z
Reality Z è una serie televisiva brasiliana di commedia dell'orrore basata sulla serie britannica Dead Set distribuita internazionalmente da Netflix. Prodotta in collaborazione con Conspiração Filmes e diretta da Cláudio Torres, la serie è composta da dieci episodi di circa mezz'ora.

## Trama
Mentre gli inquilini dell'Olimpo (reality show) si preparano ad una serata di eliminazioni, orde di zombie scatenano il panico in città. I membri della produzione cercano riparo dalle orde di zombie, lasciando i concorrenti all'interno dell' "Olimpo" che dovranno combattere non solo non-morti.

## Promozione
Il trailer della serie viene pubblicato il 27 maggio.

## Distribuzione
La serie viene interamente distribuita su Netflix il 10 giugno 2020 in tutto il mondo, seppur in lingua originale e sottotitolata a causa della pandemia di COVID-19.